# آسیاب شوراب
آسیاب شوراب مربوط به اواخر دوره صفوی است و در شهرستان گناباد، بخش مرکزی، دهستان پس کلوت، ۱ کیلومتری غرب روستای شوراب واقع شده و این اثر در تاریخ ۲۷ اسفند ۱۳۸۷ با شمارهٔ ثبت ۲۶۲۷۶ به‌عنوان یکی از آثار ملی ایران به ثبت رسیده است.